# Santa Barbara dei Librari
Santa Barbara dei Librari, även benämnd Santa Barbara alla Regola, är en kyrkobyggnad i Rom, helgad åt den heliga Barbara. Kyrkan är belägen vid Largo dei Librari i Rione Parione och tillhör församlingen Santi Biagio e Carlo ai Catinari. Tillnamnet ”Librari” syftar på Università dei Librai, bokhandlarnas skrå, som övertog kyrkan år 1601.
Santa Barbara var titelkyrka från 1551 till 1587.

## Historia
Denna kyrka uppfördes på 1000-talet på ruinerna av Pompejus teater. Enligt en i kyrkan bevarad inskription skedde detta under 1000-talets första decennium på uppdrag av stadsprefekten Giovanni de Crescenzi de Roizo och dennes hustru Rogata. Kyrkan nämns i en bulla promulgerad 1186 av påve Urban III och uppräknas där bland filialerna till församlingskyrkan San Lorenzo in Damaso. Kyrkan återfinns även i Catalogo di Cencio Camerario, en förteckning över Roms kyrkor sammanställd av Cencio Savelli år 1192 och bär där namnet sce. Barbare. Därutöver omnämns kyrkan i Il catalogo Parigino (cirka 1230) som s. Barbara, i Il catalogo di Torino (cirka 1320) som Ecclesia sancte Barbare och i Il catalogo del Signorili (cirka 1425) som sce. Barbare. Prästen och skriftställaren Francesco Albertini beskriver kyrkan i sin bok Opusculum de mirabilibus novae & veteris urbis Romae från år 1510: Ecclesia sanctae Barbarae perpulchra constructa est a natione Anglicorum. (”Den vackra kyrkan Santa Barbara uppfördes av den engelska nationen.”) Den tyske arkeologen Christian Hülsen hävdar, att uppgiften om ”natione Anglicorum” utgör en förväxling med den tämligen närbelägna kyrkan Santissima Trinità degli Inglesi, senare känd under namnet San Tommaso di Canterbury, vilken uppfördes för engelska pilgrimer.
År 1551 gjorde påve Julius III kyrkan till titelkyrka, en status som dock hävdes av påve Sixtus V år 1587. Kyrkan var församlingskyrka från 1594 till 1601. Sistnämnda år förlänades kyrkan av påve Clemens VIII till Università dei Librai, bokhandlarnas skrå. Skrået lät helga kyrkan åt sin skyddspatron Thomas av Aquino jämte Barbara och företog en restaurering. Kyrkan ombyggdes 1680 i barockstil och fick då två sidokapell. Ombyggnaden bekostades av den florentinske bokhandlaren Zenobio Masotti.
Kyrkan restaurerades ånyo 1858 efter ritningar av arkitekten Ettore Bonoli. I början av 1900-talet dekonsekrerades kyrkan och kom att användas som magasin. Kyrkan återöppnades 1982 och genomgick genomgripande restaureringsarbeten under ledning av Istituto Superiore per la Conservazione ed il Restauro (ISCR) och Soprintendenza per i Beni Architettonici e Monumentali del Lazio. Ansvariga för restaureringen var konsthistorikern Michele Cordaro och arkitekten Anna Maria Pandolfi. För närvarande (2016) tillhör kyrkan Comunità di Santa Barbara, som särskilt ägnar sig åt gudstjänst och katekesundervisning.

## Exteriör
Fasaden har två våningar. Nedervåningen har tre axlar, medan den övre har en. Ingångsportalens överstycke bär inskriptionen S ⋅ BARBARÆ ⋅ V ⋅ M ⋅ SACR ⋅, vilket uttyds ”Åt den heliga Barbara, helig jungfru och martyr”. Över denna återfinns ett segmentbågeformat pediment med en kornisch försedd med tandsnitt; i pedimentet sitter ett bevingat puttohuvud. Portalen flankeras av två kompositakolonner, vilka bär upp ett entablement med en starkt profilerad kornisch.
Övervåningen har ett oxöga och ovanför detta en rundbågenisch med en staty i kalksten föreställande den heliga Barbara, utförd av Ambrogio Parisi (1676–1719). Helgonet håller en palmkvist, som symboliserar martyriet. Bredvid sig har hon ett befäst torn, som utgör hennes särskilda helgonattribut. Mellan helgonnischen och oxögat ses två kanoner som skjuter ut eld och blixtar; den heliga Barbara är bland annat brandmännens skyddspatron. Nisch och oxöga har på ömse sidor en dorisk pilaster, smyckad med ett lodrätt band av liljor, vilket avslutas med en utslagen ros. Fasadens storform avslutas med ett brutet triangulärt pediment, krönt av bland annat ett kors, vars sockel har ett kvinnoansikte.

## Interiör
Takfresken är ett verk av Luigi Garzi och framställer den heliga Barbaras förhärligande. Första kapellet på höger hand har en gotisk triptyk. Corpus framställer Jungfru Maria och Jesusbarnet, medan den högra pannån har Johannes Döparen och den vänstra ärkeängeln Mikael med själavågen. Konstverket dateras till 1300-talet.
Höger tvärskepp har ett träkrucifix från 1300-talet. En senare utförd fresk med Jungfru Maria och aposteln Johannes bildar med krucifixet ett kalvarieberg. Tvärskeppets väggar är smyckade med fyra fresker av Luigi Garzi, föreställande Franciskus av Assisi, Antonius av Padua, Teresa av Ávila och Filippo Neri.
Koret har målningar med scener ur den heliga Barbaras liv: Barbaras mirakulösa flykt och Barbaras martyrium, båda utförda av Domenico Monacelli. Här finns även De heliga Barbara, Thomas av Aquino och Johannes av Gud presenterar för Madonnan och Barnet nya medlemmar av bokhandlarnas skrå, attribuerad åt Claude Mellan. Högaltarmålningen av Garzi framställer Den heliga Barbara tillbedjande den Heliga Treenigheten. På vänster korvägg har Monacelli utfört en lynettfresk som visar hur Den helige Stanislaus Kostka mottar den heliga Kommunionen genom den heliga Barbaras förmedling. I koret kan även beses Zenobio Masottis (död 1688) gravmonument.
Vänster tvärskepp har altarmålningen Madonnan och Barnet med de heliga Petrus, Paulus, Hieronymus, Thomas av Aquino, Johannes av Gud och en ängel, utförd av Francesco Ragusa.
Första kapellet på vänster hand, Cappella Specchi, är invigt åt den helige Sabbas. Kapellet uppfördes på 1680-talet av Francesco Orazio Specchi och har altarmålningen Den helige Sabbas med Kristi kors, utförd av Giovanni Battista Brughi, elev till Giovanni Battista Gaulli.
I anslutning till kyrkan finns ett litet oratorium, ritat av Ettore Bonoli 1858. Altarmålningen är ett verk av Domenico Monacelli.

## Kardinalpräster
| Tid       | Namn                                      | Biskopsstol           |
| --------- | ----------------------------------------- | --------------------- |
| 1551–1553 | Giovanni Andrea Mercurio (1518–1561)      | Ärkebiskop av Messina |
| 1570      | Pier Donato Cesi (1521–1586)              | ej biskopsvigd        |
| 1570–1571 | Gaspar de Zúñiga y Avellaneda (1507–1571) | Ärkebiskop av Sevilla |
| 1571–1587 | Vakant                                    |                       |

## Bilder
| - Fasadskulpturen föreställande den heliga Barbara. - Vincenzo Forcellas återgivning av kyrkans dedikationsinskription på latin. - Santa Barbara dei Librari. Gravyr från 1600-talet. - Santa Barbara dei Librari (nummer 634) på Giovanni Battista Nollis Rom-karta från år 1748. - Santa Barbara dei Librari på en karta från år 2016. - Interiören. |